# ブードゥー教

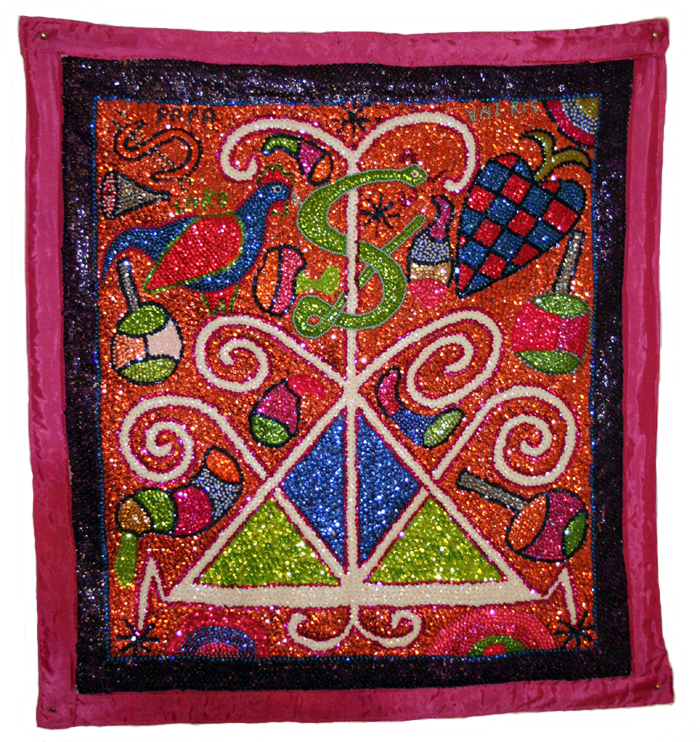
ヴードゥーの旗

ブードゥー教（ブードゥーきょう、仏: Vaudou、フォン語:Vodún、ハイチ語: Vodou）は、西アフリカのベナン共和国やカリブ海に位置するハイチ共和国、アメリカ合衆国南部のニューオーリンズなどで信仰されている民間信仰。

## 概説

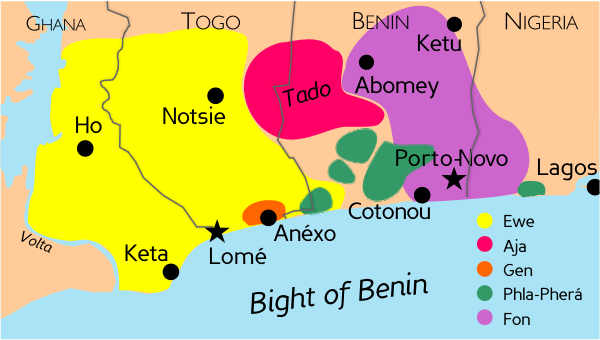
ヴードゥー教の故地ベニン湾周辺

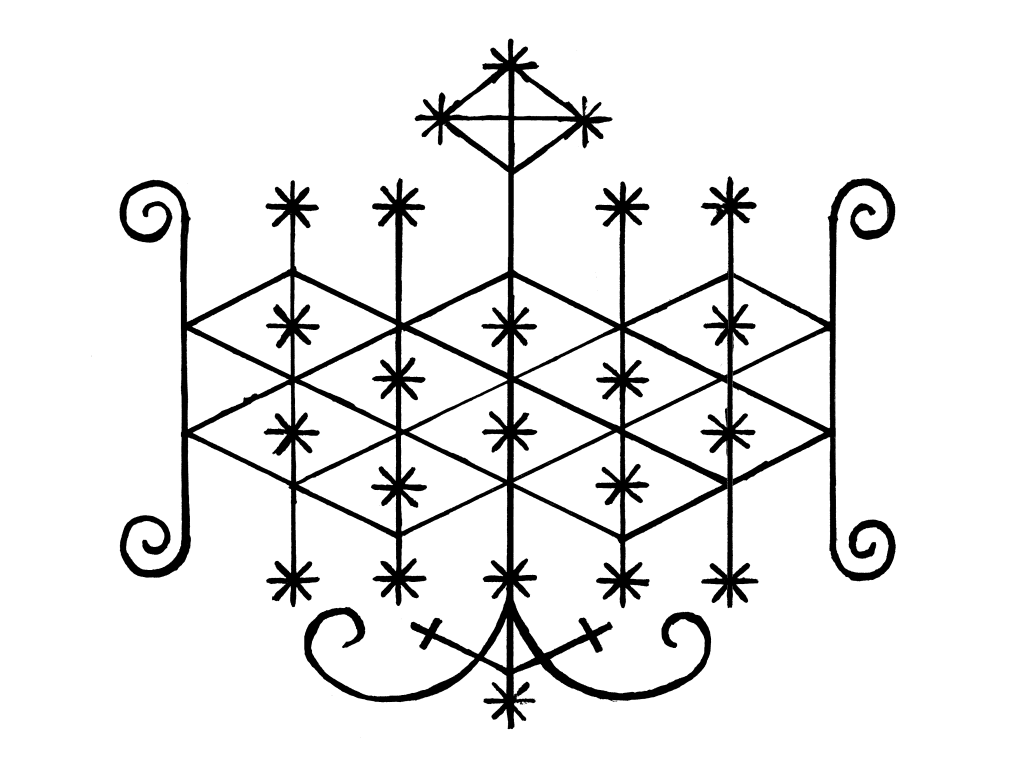
火、鉄、政治、戦争の神格オグン（Ogoun）のシンボル

「ブードゥー（あるいは「ヴードゥー」）」という呼び方は英語で、ハイチや西アフリカではヴォドゥン（Vodun）と呼び習わされている。ヴォドゥンとは西アフリカのフォン語(Fon)で「精霊」の意味。ヴォドゥンはベナンなどの西アフリカで広く信じられており、ベナンの国教となっている。キューバのサンテリアやブラジルのカンドンブレ、マクンバといった民間信仰・呪術である。近年はカリブから欧米への移民が相次ぎ、欧米各国でも移民の一世、二世らによって信仰されている。

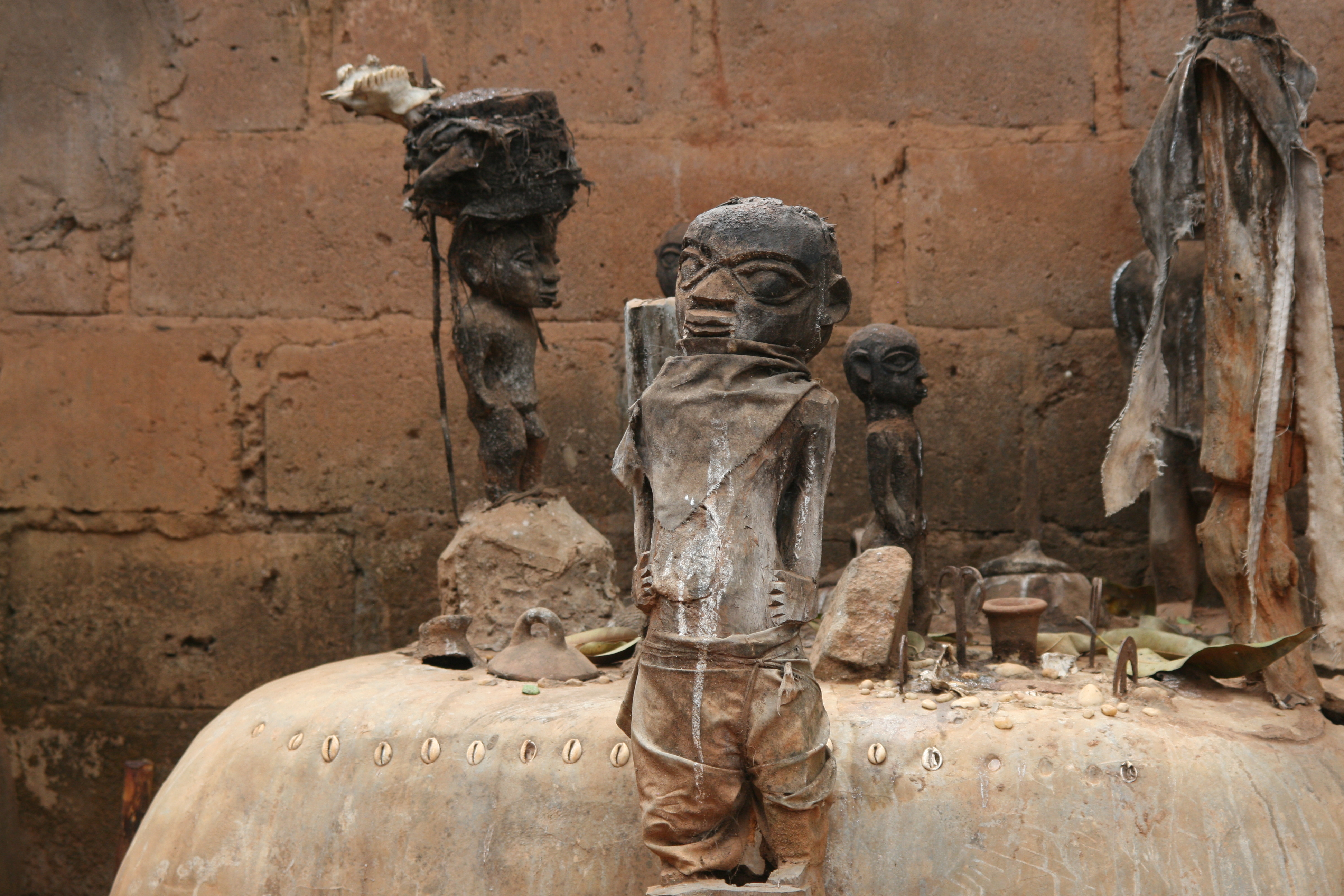
ブードゥーの祭壇（ベナン、2008年）

教義や教典、宗教法人として認可された教団は皆無で、布教活動もしない。その儀式は太鼓を使ったダンスや歌、動物の生贄、神が乗り移る「神懸かり」などからなる。指導者としてブードゥーを取り仕切る神官は「ウンガン」もしくは「オウンガン」（フォン語: hùn gan、英語: Houngan）と呼ばれる。
ブードゥー、サンテリア、カンドンブレ、アフリカの類似した民間信仰も含めた信者の数は、全世界で5千万人にも上るといわれ、チベット仏教の3千万人を遙かにしのぐ数とされる。

## 成立の背景
ブードゥーは植民地時代の奴隷貿易でカリブ海地域へ強制連行されたダホメ王国（現在のベナン）のフォン人の間における伝承・信仰がキリスト教（カトリック）と習合した事によって成立したため、ブードゥーの中には聖母マリアなどキリスト教の聖人も登場する（イエスはあまり登場しない）。ただし、あくまでも白人による弾圧を逃れるために、アフリカの民間信仰の文脈の中へ表面上キリスト教の聖人崇敬が組み込まれただけなので、信仰の主意はアフリカ時代とほとんど変わらず、厳密にはアイルランド起源のドルイド教の影響も大きく、後述するバロン・サムディという神格やフェッテ・ゲデという行事などドルイド教の影響もある。

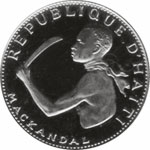
ブードゥーの始祖、マッカンダルの記念硬貨（1968年）

ブードゥーの基礎はハイチで発展した。ハイチで奴隷化されたフォン人たちはマルーン（逃亡奴隷）となって山間に潜み、逃亡奴隷たちの指導者フランソワ・マッカンダルがブードゥーを発展させた。一方、カトリック教会は植民地時代からブードゥーを「奴隷の邪教」として徹底弾圧し続けた。伝道者の逃亡奴隷マッカンダルも火焙りにされている。20世紀に入ってもブードゥーは非合法化されたままで、信者やオウンガン（神官）は逮捕・投獄された。やがてブードゥー教徒たちは「キリスト教を隠れ蓑にして白人の目をごまかす（土着キリスト教）」という手段によって、この弾圧を逃れることとなった。これは、ブードゥーのオウンガン（神官）の夢に「霊」となって現れたマッカンダルのお告げによると伝えられている。

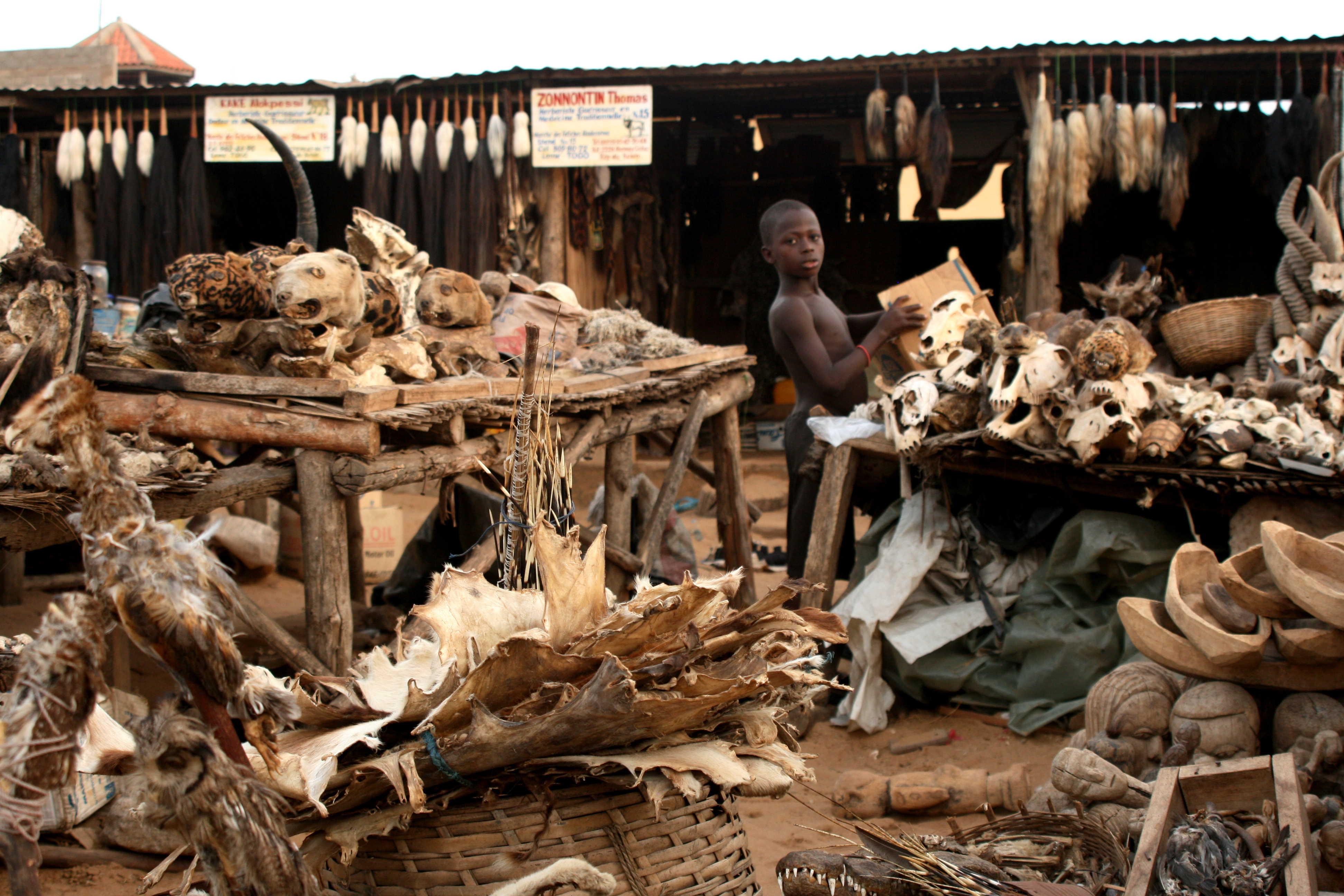
ブードゥーの呪物の販売（トーゴ共和国のロメ、2008年）

その後、奴隷解放による農民の土地所有により、土地と結びついた祖先崇拝色を獲得したり、コンゴやインド、中国などからの低賃金労働者の移入により、さらなる信仰の混合が進んだりと、その成立・発展は複雑である。現在ではブードゥーをはじめ、サンテリアやカンドンブレなど「ブラック・マジック」と称される信仰は、主にラテンアメリカに広まっている。他方、キリスト教の異端化に神経質なアングロサクソンが主体であるアメリカでは、キリスト教の土着化はさほど進まなかった。ただし黒人の比率が高いジャマイカではアフロ・クリスチャン教会（ポコメニア）とよばれる土着化したプロテスタント教会が一般的である。

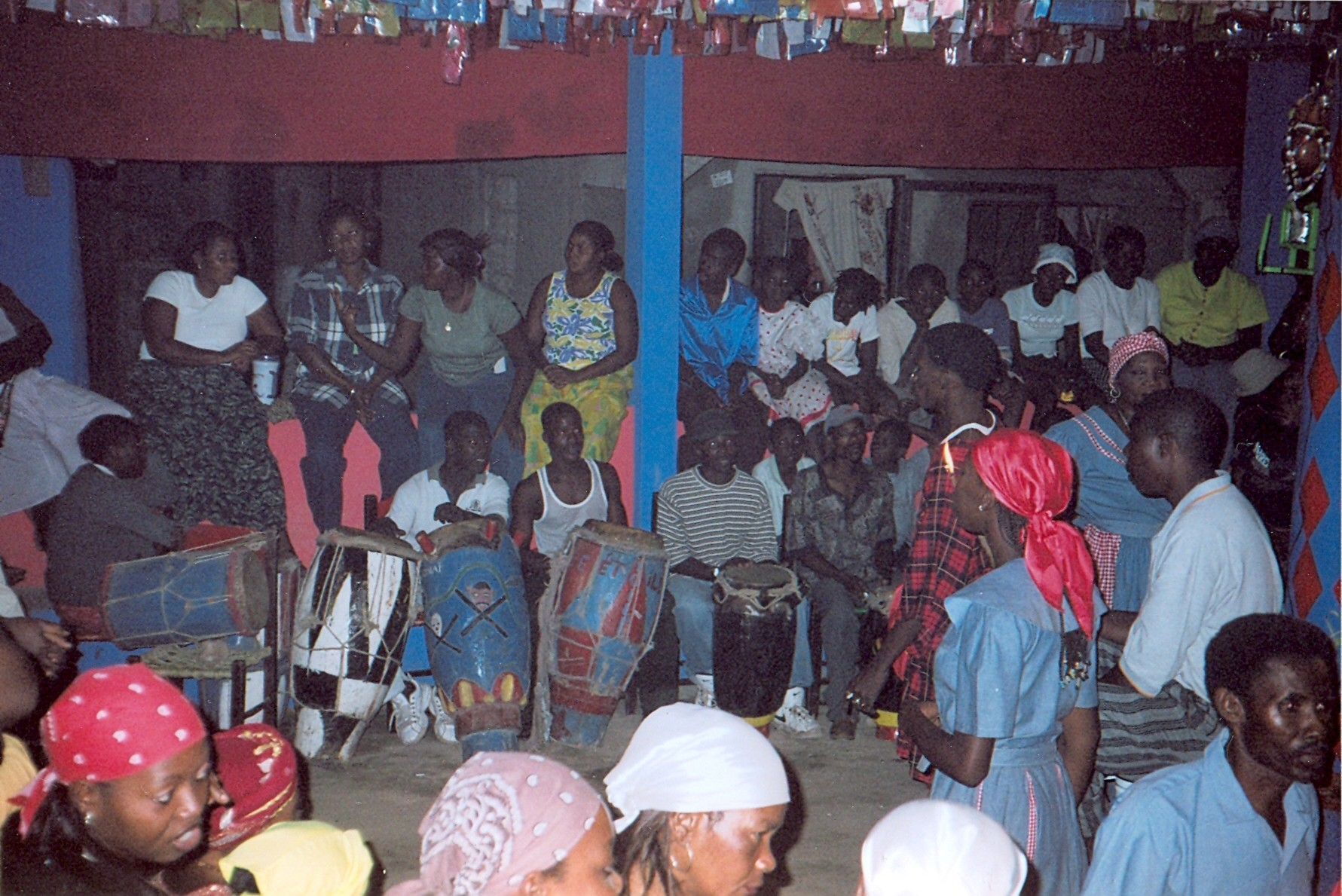
ブードゥーの儀式（ハイチ、ジャクメル）

20世紀の初頭にハイチを占領したアメリカは、ハリウッド映画などでゾンビを面白おかしく題材にし、ブードゥーのイメージダウンを行った。1957年にハイチの大統領となった独裁者フランソワ・デュヴァリエは自ら「サムディ男爵 (Baron Samedi) に扮し、ブードゥーの呪術を背景にハイチで恐怖政治を行った。その後、民衆蜂起によってデュヴァリエ親子の支配が終わり、1987年、憲法により信仰の自由が初めて認められることとなった。

## 用語

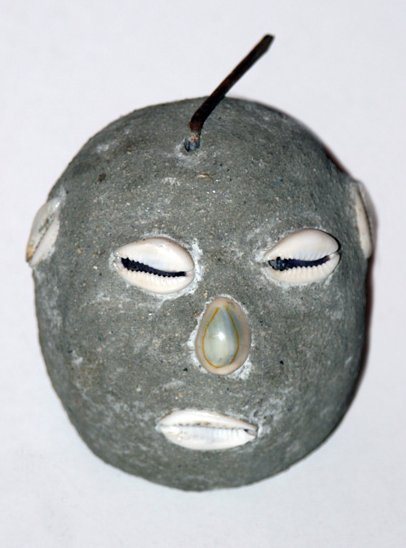
エシュまたはエレグアと呼ばれるヨルバ族のオリシャ。この像は儀式のために使われた。

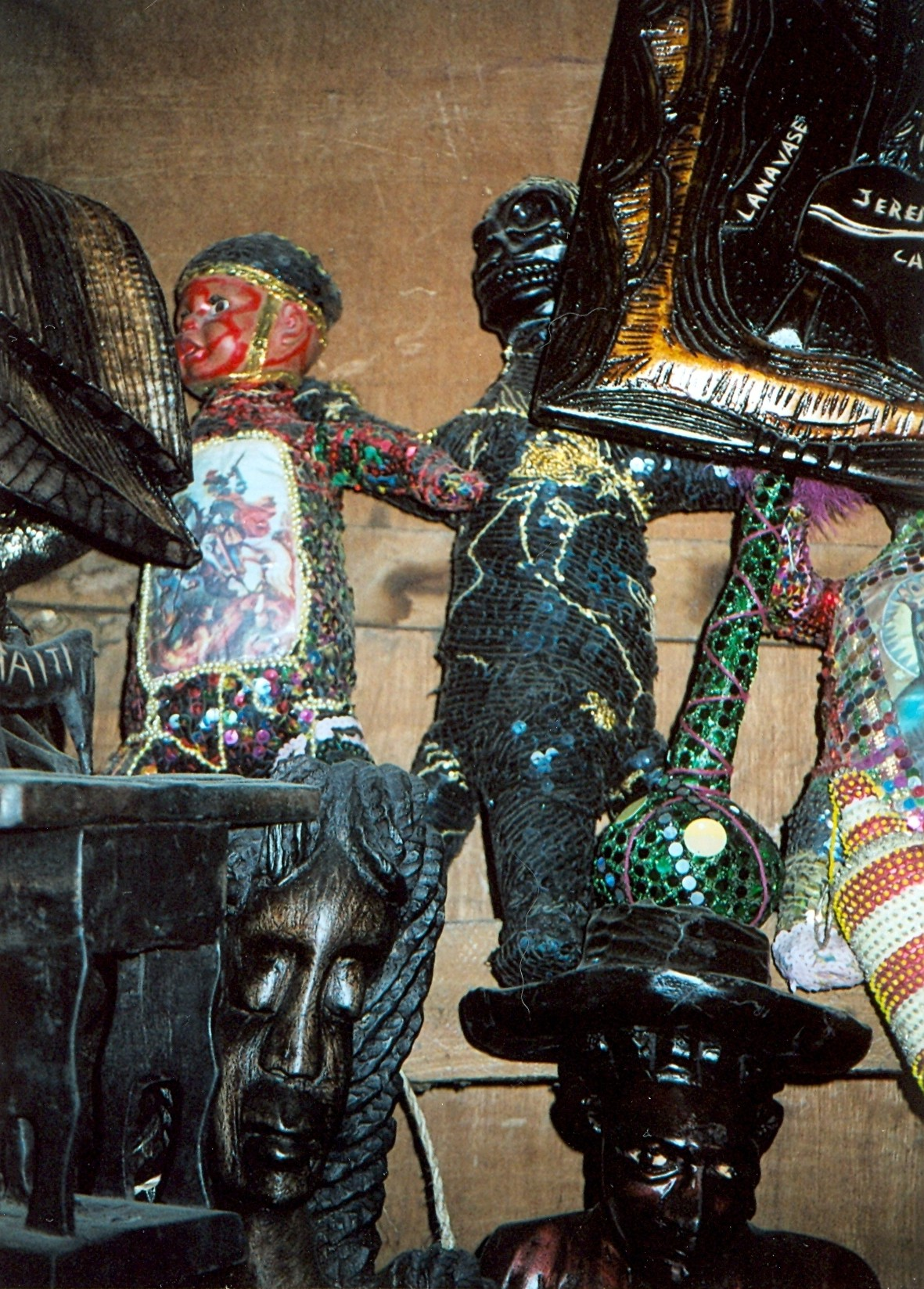
ブードゥーの呪物（ハイチ、ポルトープランス）

- ラダ（rada）／ダホメイ　西アフリカ伝来の神格たちや精霊たち。Rada loa。（主にフォン人の民俗信仰）
  - ダムバラー・ウェド（英語版）（Dambala We`do）：ラダの神格たち（あるいは精霊たち）の長。蛇の化身。シンボルカラーは白。　
  - アイダ・ウェド（英語版）（Ayida We`do）：ダンバラの妻。虹の化身。
  - エジリ・フレーダ（Erzulie Fre'da）：愛の神格。ヴードゥー信仰のセックスシンボル。男性版のセックスシンボルであるオグンと対になる。なお、エルズリー（Erzulie）という呼び方も見かけるが、古語なので、現在はつかわれない。
  - オグン（Ogoun）：火と鉄の化身。
  - アグエ（Agwe）：海の支配者。
  - アザカ（Azaka）：農業の神格。気性が荒く行動は粗野。農民の代弁者。
  - ロコ（Loco）：薬草の精。司祭が薬草で民間療法や施術を行うため、司祭と寺院の保護者でもある。
  - グラン・ブワ（Gran boir）：森の精。
  - シンビ（Simbi）：川や泉の精。
  - レグバ（英語版）（Legba）：特別な地位にある神格。扉や街道、運命の支配者にして気まぐれなトリックスター。十字路に棲む。儀式では必ず最初に呼び出される。エシュ（英語版）。
- ペトロ（petro）：ハイチ生まれの神格たちや精霊たち。気性が荒い。Petwo。
  - サムディ男爵（英語版）（Baron Samedi）：別名をメートル・シミティエ・ブンバ（フランス語で墓場の主人の意）。映画『007 死ぬのは奴らだ』に登場。
  - エジリ・ダント（英語版）：黒い肌をしたもう一人のエジリ。嫉妬深い。
  - メット・カフー（Mate Care-For）：もうひとりのレグバ。やはり十字路や街道を司る。Kalfu。
- ゲデ（Gede）：ラダにもペトロにも属さない神格。死と生とセックスの精。毎年11月初めから一週間あまりの間、ハイチではゲデを祀るお祭りが催される。この祭りはハロウィンと同じ万霊節のお祝いでもある。